# ポートランド日本庭園

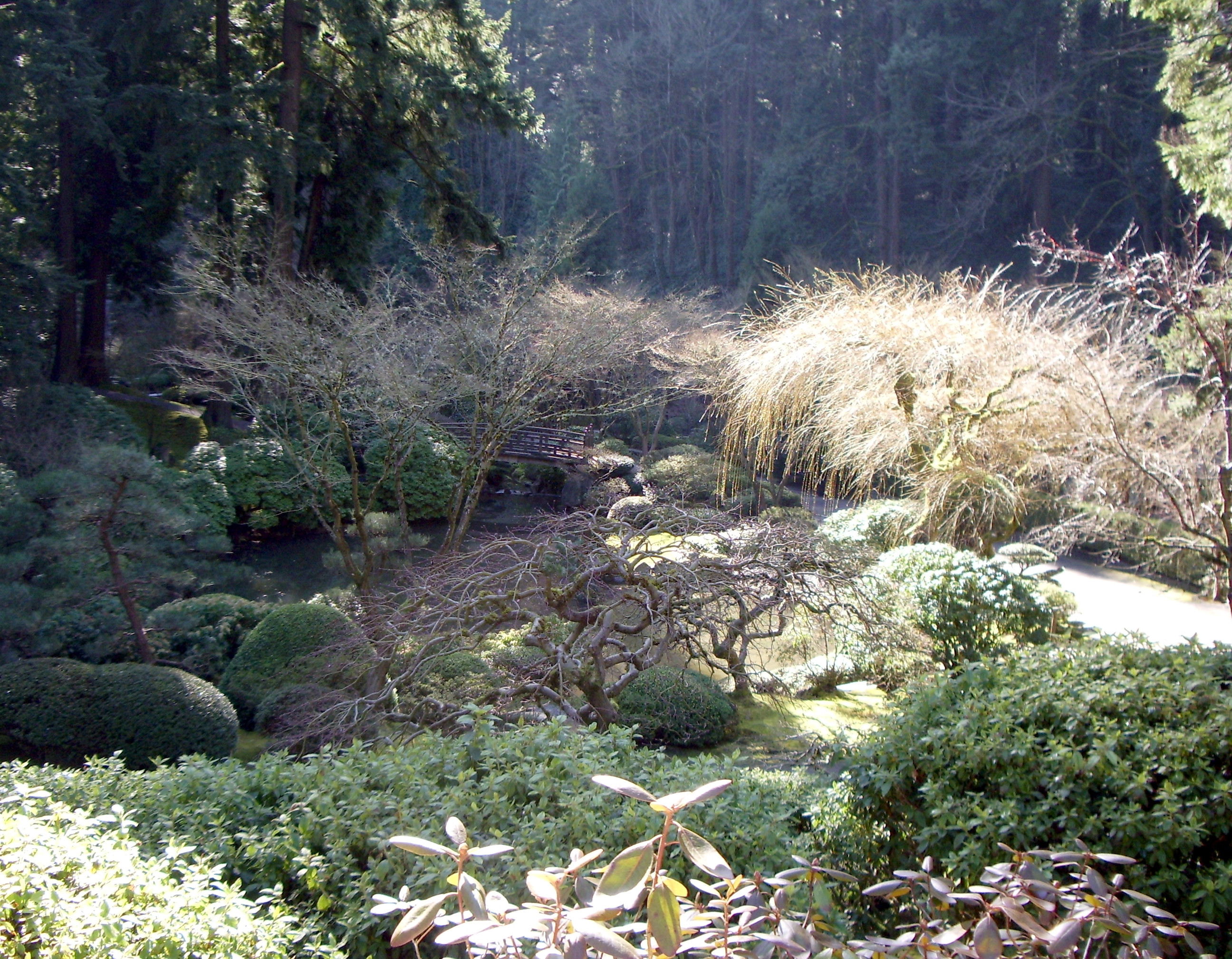
冬の光景

ポートランド日本庭園（英: Portland Japanese Garden）は、アメリカ合衆国オレゴン州ポートランド市の都市公園ワシントン・パークにある日本庭園である。22,000 m2（5.5エーカー）の面積を構える。

## 歴史

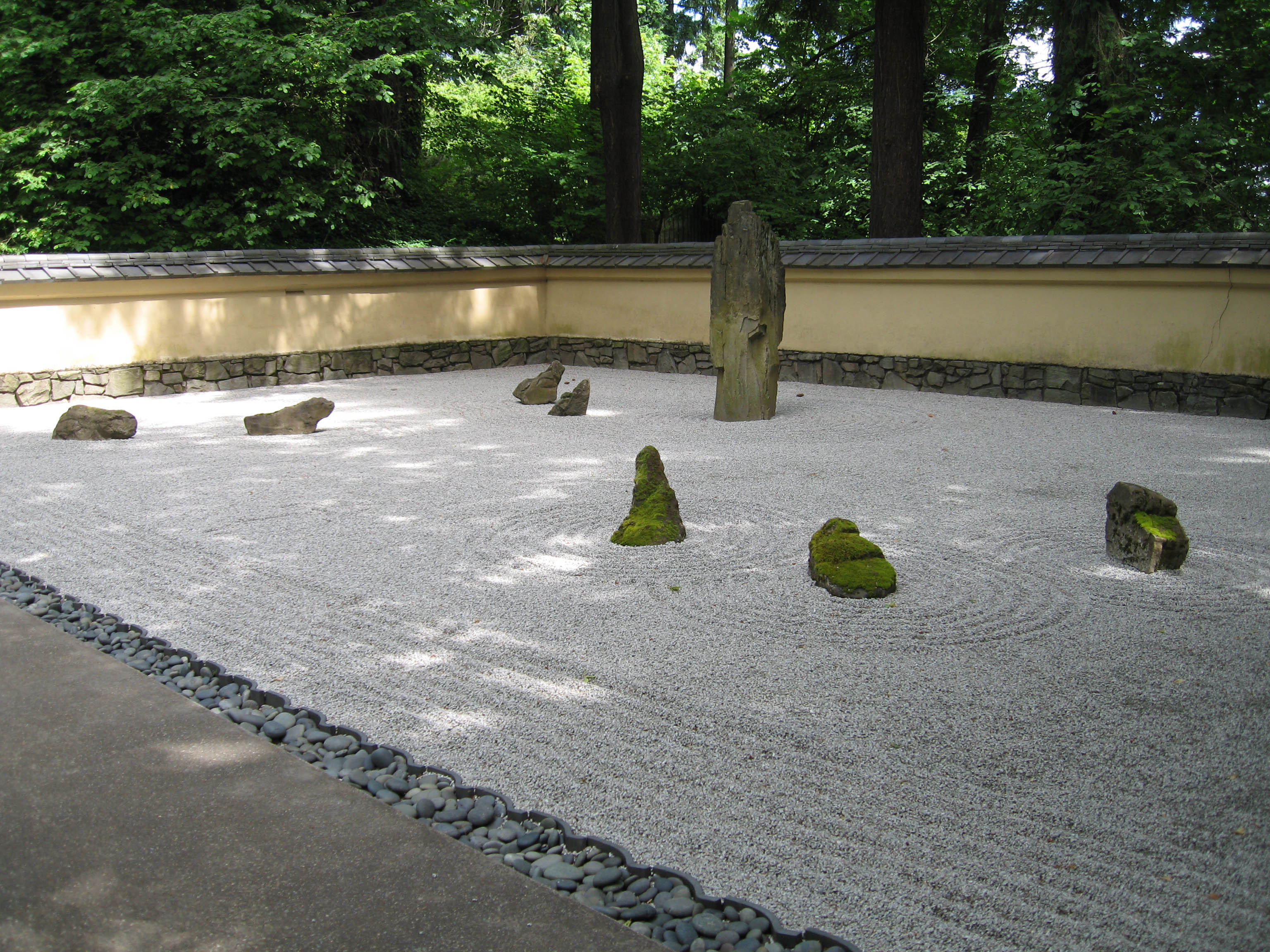
砂と石の禅庭園

1963年に造園家の戸野琢磨教授によって設計された後、1967年に開園した。
米国で発行されている日本庭園の専門雑誌『ジャーナル・オブ・ジャパニーズ・ガーデニング』誌は、北米大陸に所在する公共日本庭園約300か所について、2004年以来数年ごとにランキングを作成している（雑誌寄稿者である日本庭園専門家たちが評価に当たる。当該雑誌の項を参照）。ポートランド日本庭園は毎回上位に選出されており（2004年ランキングで第2位。2008年も同順位を維持）、2013年版ランキング（2017年末現在最新）では第1位に位置づけられた。伝統的な日本庭園が発展し成熟するまで通常数百年の歳月を要するのに対し、ポートランド日本庭園は短時間の西洋的手法と風格のある東洋の表現を融合することで、非常に短期間で発展することに成功した点は特筆に価する。

## 造園

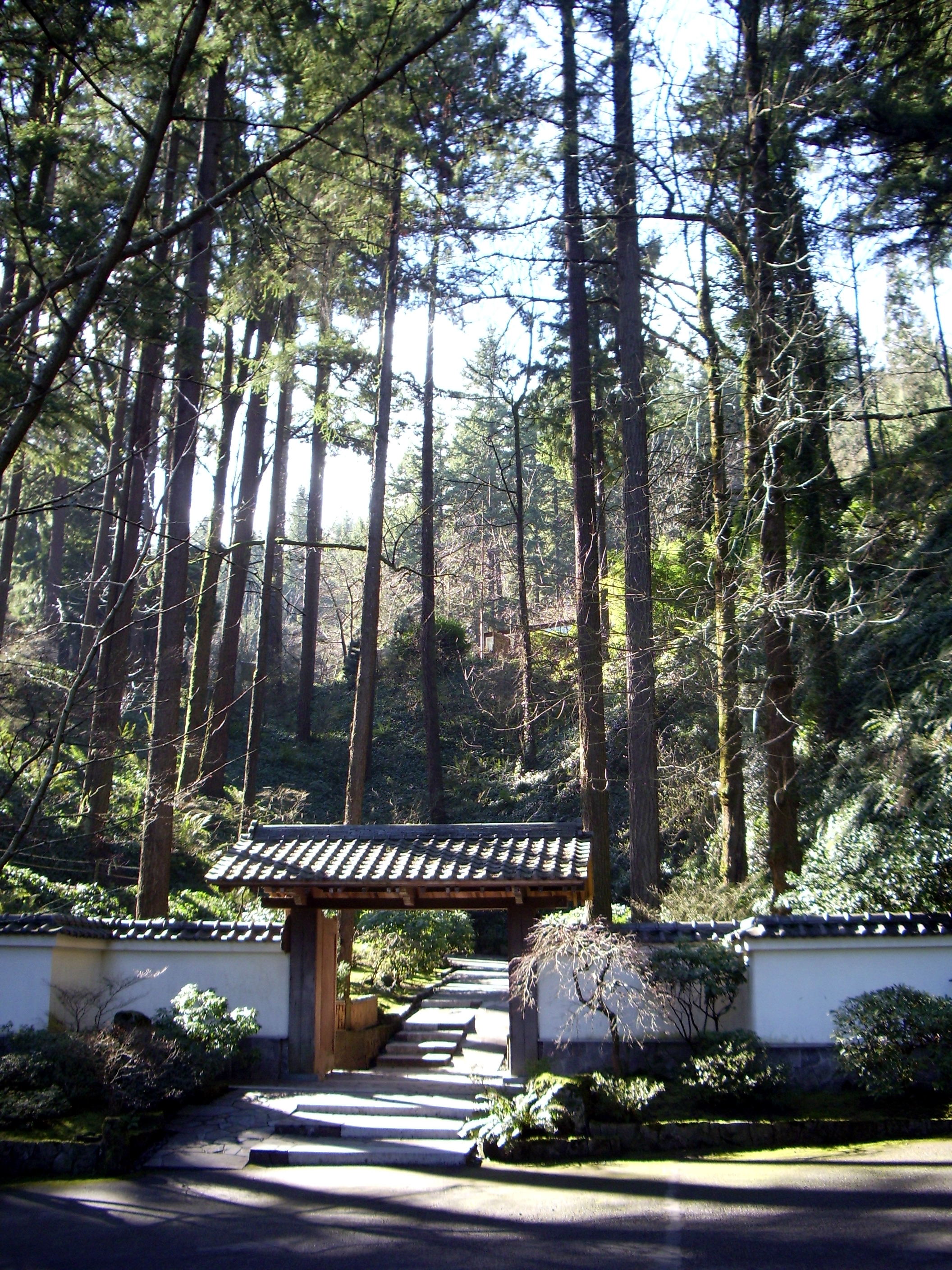
下側の出入り口

伝統的な造園法では、庭園は大地を表現する3つの要素が交わるという。つまり、石は山々の強靭と島々の支持を表し、水は中心にして清浄を表し、植物は自らを質感、色彩と成長で優雅に見せる。主題はポートランドからカスケード山脈に至るまでの地帯と、その地形が織り成す微妙な「見え隠れ」であり、庭園はその全体から自然景観の連続的な移り変わりの運動を描画している。